# Pseudotegenaria bosnica
Tegenaria bosnica là một loài nhện trong họ Agelenidae.
Loài này thuộc chi Pseudotegenaria. Pseudotegenaria bosnica được Josef Kratochvíl & František Miller miêu tả năm 1940.